# 獣は裸になりたがる
『獣は裸になりたがる』（けものははだかになりたがる）は2001年6月20日に発売された郷ひろみ82作目のシングル。

## 収録曲
1. 獣は裸になりたがる
  - 作詞：康珍化／作曲：羽場仁志／編曲：大槻KALTA英宣
2. Necessity
  - 作詞・作曲・編曲：T2ya
3. 獣は裸になりたがる（Backing Track）
4. Necessity（Backing Track）